# Радисав Недељковић (1914)
Радисав Недељковић (1914) је био српски праведник међу народима, који је спасао јеврејску породицу током Холокауста.

## Биографија
Радисав Надељковић је рођен у селу у Шумадији, у Србији, у земљорадничкој породици са много деце. Радисав је био члан партизанског покрета у Бистрици.
Јозеф-Еуген и Естер Шварценберг живели су у Дарувару са двоје деце Даном, рођеним 1936. и Рут (касније Нисим), рођеном 1938. године. Уочи Другог светског рата, породица се преселила у Београд.
Немачка је извршила инвазију на Југославију у априлу 1941. године и Србијом је владала немачка власт. Немци су почели са убиствима Јевреја. Шварценбергов нећак, који је био члан Комунистичке партије, схватио да постоји опасност по јеврејске рођаке и одлучио је да им помогне да побегну из Београда. За њих је пронађено скровиште уз помоћ Милутина Недељковића, код његовог брата Радисава Надељковића, који је сакрио четири члана породице. Радисав је комшијама рекао да су му гости рођаци из града. Јозеф и Естер Шварценберг су добили нова имена, обукли сељачку одећу и почели да раде на фарми. Живот на селу је био веома другачији од оног на који су имућни и градски чланови породице били навикли и стога су тешкоће прилагођавања биле велике. Упркос потешкоћама, између њих и Радисава развила се јака пријатељска веза. Када је Јозеф учио своју децу, која нису могла да иду у школу, да читају и пишу, помогао је и Радисаву да унапреди своје образовање. Године 1944. Радисав одлази у партизане, а породица Шварценберг напушта склониште у његовом дому и одлази у Лазаревац. 
После рата, сви чланови породице Шварценберг вратили су се у Београд. Рут Шварценберг се сетила да је Радисав неко време био код њих, али су се 1948. она и њена породица преселили у Израел. Добили су писмо од Радисава у којем их обавештава да се оженио и да има сина, а затим је међу њима прекинута веза.

## Признање и помен
Јад Вашем је 12. априла 2011. године признао Радисава Надељковића за Праведника међу народима и његово име је уклесано на почасни зид у Башти праведника међу народима у Јерусалиму.